# Cayo Lutacio Cátulo
Cayo o Gayo Lutacio Cátulo  fue un político y comandante naval romano que luchó en la primera guerra púnica. Fue elegido cónsul con Aulo Postumio Albino en 242 a. C., siendo un novus homo (hombre nuevo, sin antepasados en cargos públicos). Dirigió a una flota romana hacia la victoria, luchando contra la flota cartaginesa de Hannón el Grande en la batalla de las Islas Egadas, una batalla decisiva de la guerra.

## El preludio a su magistratura
La primera guerra púnica duraba más de veintidós años. Ambas partes estaban agotadas por la larga lucha, pero ninguna mostraba inclinación a abandonar la lucha. Desde la batalla de Panormus 250 a. C., los romanos habían estado en posesión de toda Sicilia con la excepción de Lilibea, Drepanum, y el campamento fortificado en el monte Érice, pero estas fortalezas hasta entonces habían desafiado todos los esfuerzos de sus asaltantes, que habían abandonado tratar de conquistarlas, y se conformaban con bloquearlas por tierra, mientras que Amílcar Barca formaba un ejército con el que esperaba pronto poder desafiar a sus adversarios en el campo abierto.
Además, los cartagineses eran los amos indiscutibles del mar, debido a que los romanos, desanimados por la pérdida de cuatro grandes flotas en un plazo muy corto (255 a. C. - 249 a. C.), con un total de más de 600 buques, después de la gran victoria de Adhérbal sobre Publio Claudio Pulcro (249 a. C.), tenían abandonada por completo su flota.

## El mandato del Senado
Ante esta coyuntura, el Senado, convencido de que solo había un camino hacia el éxito, decidió hacer un esfuerzo desesperado. Una flota de 200 buques de guerra fue construida y botada con una rapidez asombrosa, principalmente a través de la generosidad patriótica de los individuos que se presentaron para apoyar al Estado con préstamos voluntarios, y los dos cónsules recibieron la orden de tomar el mando.
Albino, siendo flamen de Marte, tenía prohibido por el sumo pontífice dejar la ciudad, y en su lugar fue nombrado Quinto Valerio Faltón, entonces pretor. Cátulo, antes de partir, lleno de ansiedad con el resultado de una empresa tan importante, había decidido consultar el oráculo de la Fortuna en Preneste, pero esto fue prohibido, por considerar que era impropio que un general romano intermediara con cualquier dios para salvar a Roma.

## El inicio de la campaña
Las medidas de construcción de las naves romanas fueron tan rápidas que la nueva flota apareció en la costa de Sicilia a principios de verano, mientras que la marina de guerra del enemigo se encontraba todavía en sus cuarteles de invierno en Cartago.
El puerto de Drepanum fue inmediatamente ocupado y el asedio de la ciudad se realizó enérgicamente presionado por tierra y mar. Pero mientras la lucha era más feroz, Cátulo recibió una herida grave que le obligó a suspender las operaciones por un tiempo.
Mientras tanto, entrenó a sus marineros con una incesante actividad, y por la práctica constante los hizo expertos en todas las evoluciones normales náuticas.
Las noticias habían llegado a África de los acontecimientos en Sicilia. Una poderosa armada se puso en marcha a toda prisa y salió a mar abierto, muy cargados de provisiones y pertrechos de guerra para el alivio de Drepanum, sin embargo, mal entrenados, y con tripulaciones inexpertas. El gran objetivo de Hannón, el almirante, fue, como señala Polibio, llegar a Érice sin atraer la atención de los romanos, para aligerar sus barcos desembarcando la carga y para tener a bordo un buen número de las valientes y bien disciplinadas tropas de Amílcar Barca.
Sus movimientos, sin embargo, eran ya conocidos por Cátulo, quien resolvió correr el riesgo de un enfrentamiento, y al ser él mismo todavía no apto para el ejercicio activo, le encargó la ejecución de sus planes en gran medida a Faltón.

## El combate de las islas Egadas

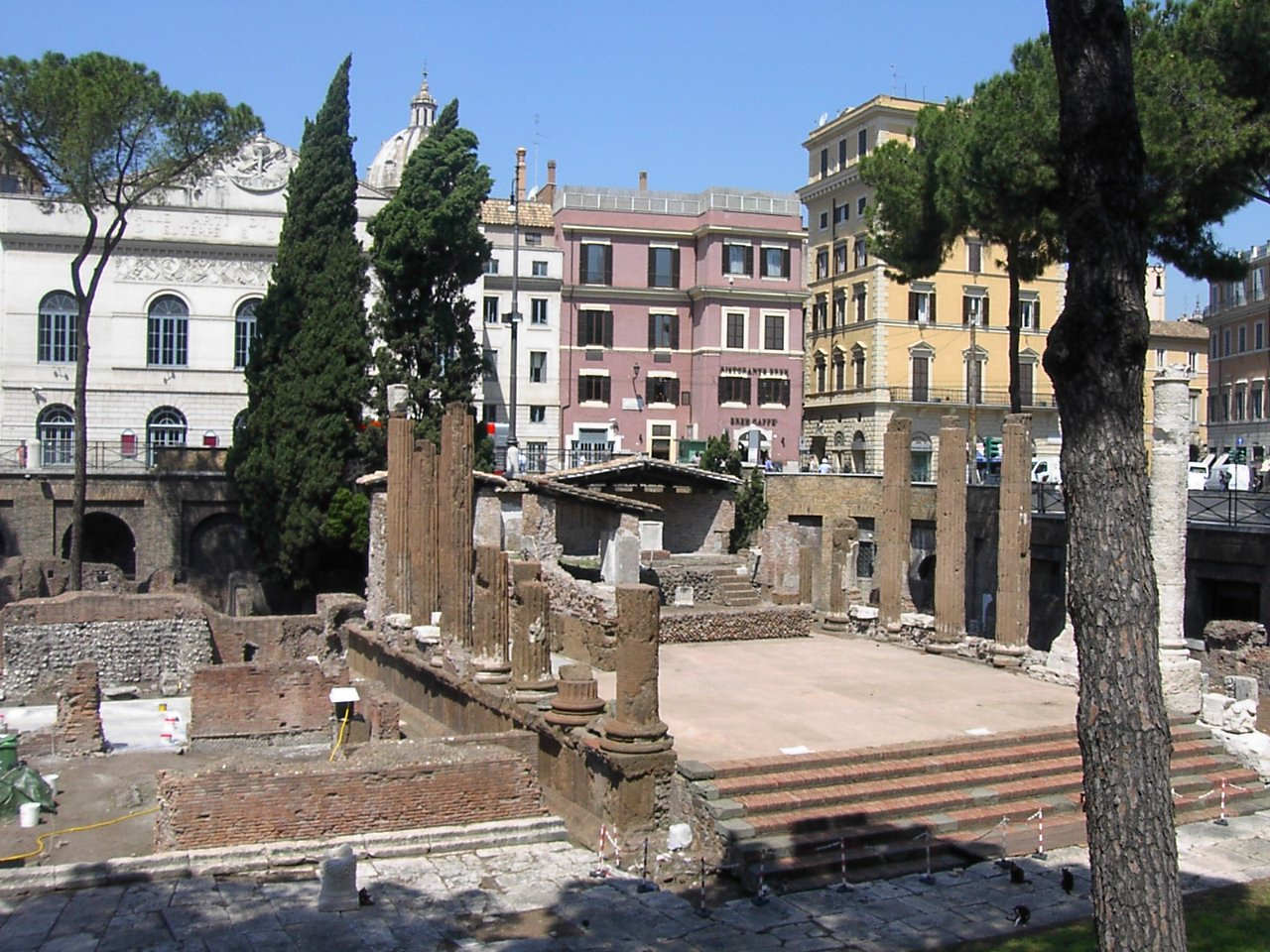
Templo de Juturna, construido por Cátulo para celebrar su victoria en las batalla de las Islas Egadas. Roma.

La flota, en consecuencia, pasó a las islas de Egadas, frente a Lilibea, y desde allí, al amanecer de la mañana del 10 de marzo de 241 a. C., descubrió a la escuadra enemiga; Cátulo midió el riesgo que habría de correr entre atacar con el viento en su proa y el riesgo al dejar llegar a Hannón a Sicilia para encontrarse con Amílcar Barca. A pesar de las condiciones desfavorables, el cónsul decidió interceptar a los cartagineses y ordenó formación de batalla. Mandó quitar los mástiles, velas y cualquier equipo innecesario para hacer más livianas las naves en aquellas duras condiciones.
El resultado de la batalla no dejó lugar a dudas. De los buques cargados de Hannón, que no podían maniobrar ni luchar, setenta de ellos fueron capturados, cincuenta fueron hundidos, diez mil marineros fueron capturados y el resto de la flota, producto de cambio de suerte del viento que viró hacia el este, escapó. Este golpe a la armada cartaginesa fue decisivo.

## El tratado de paz
Los cartagineses, al recibir la noticia de la catástrofe, tuvieron la sensación de que no tenían ni hombres, ni dinero, para proseguir la guerra, y enviaron a un mensajero a toda prisa a Amílcar Barca, para investirlo con autoridad plena para aceptar las mejores condiciones de paz que se podían obtener.
Cátulo estaba ansioso por tener el honor de concluir una paz gloriosa antes de que terminara su mandato, así que las tratativas preliminares fueron rápidamente arregladas y las condiciones que se acordaron fueron las siguientes:
1. Que los cartagineses debían evacuar toda Sicilia, y no debían hacer la guerra a Hierón II, el siracusano, o a los aliados de los siracusanos.
2. Que debían restaurar todos los prisioneros romanos sin rescate.
3. Que debían pagar a los romanos 2200 talentos en cuotas, que se extenderían por un espacio de veinte años.
Estas disposiciones, cuando se presentaron al pueblo romano, no contaron con su aprobación, y diez comisionados fueron enviados para discutir ciertos cambios: que el dinero de la indemnización debía ser aumentado en mil talentos, y que el plazo de pago debía ser disminuido a diez años; además, los cartagineses debían evacuar todas las islas entre Italia y Sicilia.
Cátulo a su regreso obtuvo su bien ganado triunfo, que se celebró el 4 de octubre de 241 a. C., no obstante, con una oposición por parte de Faltón, que pretendía, en contra de los principios del derecho militar por lo que los romanos eran invariablemente guiados, que tenía derecho a toda la gloria porque el comandante en jefe había sido deshabilitado por su herida de tomar un papel activo en el combate final. Aulo Atilio Calatino, designado juez en esta disputa, falló a favor de Cayo Lutucio, basado en consideraciones de subordinación; Al mismo tiempo, según Valerio Máximo, "Quinto Valerio Faltón no cayó en deshonor", porque aun así celebró un triunfo, pero dos días después que Cátulo.
Para celebrar su victoria construyó un templo dedicado a la diosa Juturna en el Campo de Marte, en el área conocida actualmente como Area Sacra di Largo di Torre Argentina.
Su hermano, Quinto Lutacio Cercón, fue cónsul al año siguiente, y censor en 236 a. C.